# 迂回

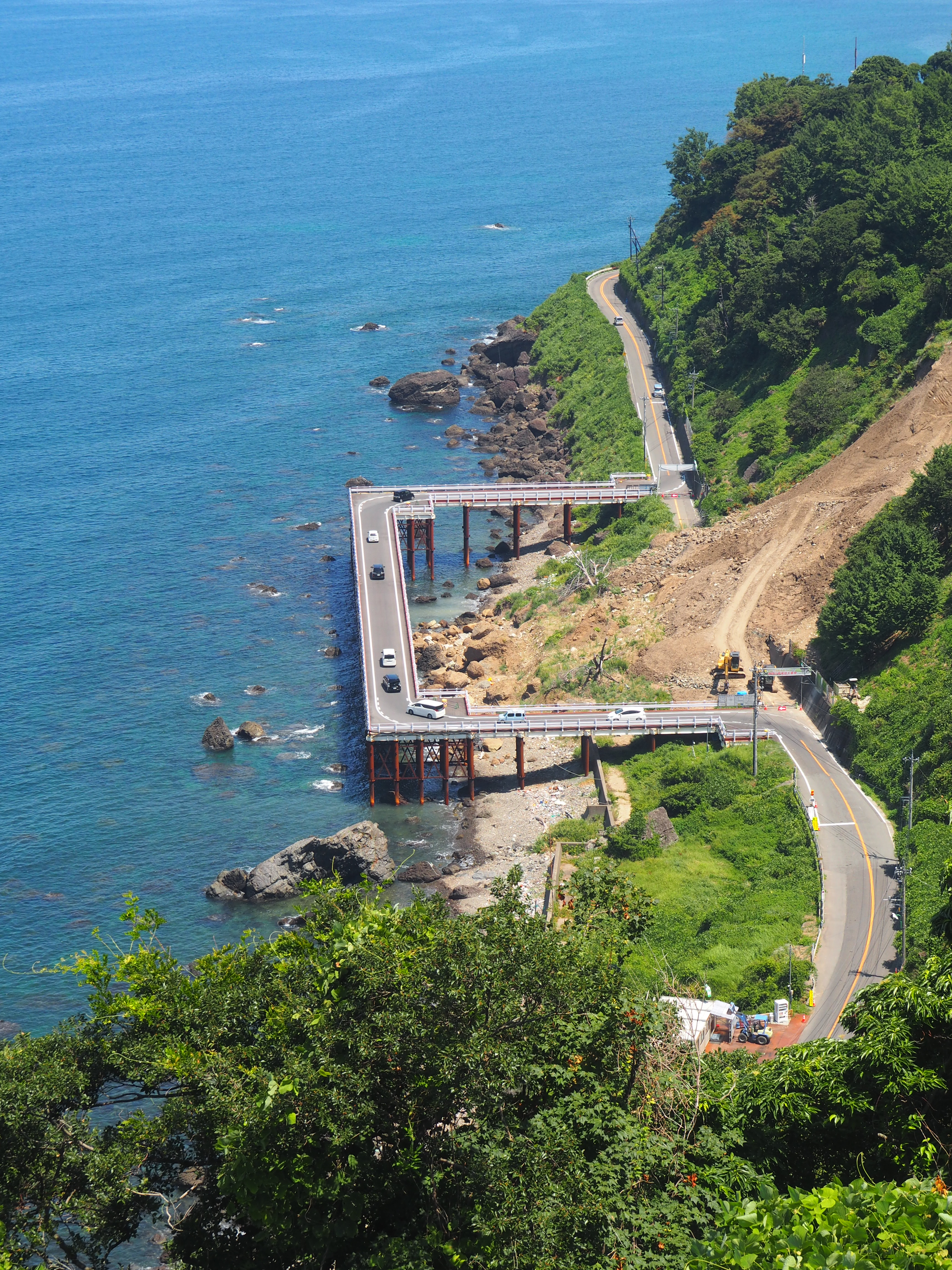
土砂災害の現場を迂回するために設けられた仮橋（福井県福井市　国道305号）

迂回（うかい、「迂」の文字が常用外漢字のため、う回とも表記）とは、本来の道を行かず、特定の場所を避けて（または通ることが不可能な時に）遠回りすること。また、その際に通る道のことを迂路、迂回路、回り道等と呼ぶ。鉄道・道路でもこの言葉が使用される場合もある。
対義語はショートカット（近道）。

## 関連した諺
急がば回れ
危険な近道よりも、遠くても（迂回してでも）安全な本道を選ぶ方が得策である。宗長の短歌に由来する。